# Bến xe Thượng Lý
Bến xe Thượng Lý là bến xe xã hội hóa đầu tiên tại thành phố Hải Phòng. Đây là bến xe loại 2 với diện tích 11.600m² khánh thành ngày 17 tháng 5 năm 2015.
Bến xe nằm ở địa chỉ Số 52, đường Hà Nội, Sở Dầu, Hồng Bàng Hải Phòng.